# Ternois
Das Ternois bzw. Pays du Ternois (flämisch: Ternaasland) ist eine
Landschaft im Département Pas-de-Calais in der Region Hauts-de-France im Norden Frankreichs mit dem Zentrum Saint-Pol-sur-Ternoise am Fluss Ternoise.

## Geschichte
In der Vorgeschichte und der Antike wurde diese Region von den keltischen Morinern bewohnt und der Ort Terwaan war ihre Siedlung, die das Zentrum bildete. Später wurde der Ort Terwaan Sitz des Bischofs der Diözese Terwaan.
Als die Grafen von Flandern im 9. Jahrhundert ihr Gebiet in den Süden erweiterten, wurden auch Ternaasland und Terwaan Teil der Grafschaft. Ternaasland war eine Provinz, die Teil Flanderns war, zusammen mit den Grafschaften Brügge, Waas, Gent, Mepsegouw, Boonse und Artois. Der lateinische Name war Pagus Taruanensis, Taroanensis oder Tervanensis oder auf Niederländisch Land van Terwaan.
Fürst Philipp von Elsass wurde ein Tutor des Kronprinzen Philipp II. Augustus, den er 1180 mit seiner Nichte Isabella von Hennegau verheiratete, wobei er ihm das Artois als Mitgift übertrug. Der König trennte 1191 sein neues Gebiet von Flandern ab und gliederte es später in die Grafschaft Artois ein. Das bedeutete, dass das Ternaasland an Frankreich fiel.
Als Gräfin Margaretha von Male 1369 mit Philipp dem Kühnen, Herzog von Burgund, heiratete, brachte sie ihm Flandern als Mitgift mit. Der Herzog selbst erbte die Grafschaft von Artois im Jahr 1384, so dass beide Teile wieder zusammengeführt wurden, jetzt als zwei getrennte Herrschaftsgebiete. Als Herzog Karl der Kühne ein Jahrhundert später sein Reich zu erweitern versuchte und damit in Konflikt mit König Ludwig XI. von Frankreich geriet, kam es zu einer Reihe von Gefechten zwischen ihnen, die im Jahr 1477 in der Schlacht von Nancy gipfelten, wo Karl in einem persönlichen Duell mit Ludwig den Tod fand. Dies war unmittelbar das Ende der burgundischen Ära und der Unabhängigkeitsbestrebungen des Herzogtums.
Später wurde der Name Ternaasland nur für den südöstlichen Teil der Grafschaft Saint-Pol um Saint-Pol-sur-Ternoise verwendet. Dieses letzte Gebiet (Ternaasland im engeren Sinne) hatte als Hauptstädte Hesdin (Heusden) und Montreuil-sur-Mer (Monsterole). Das Gebiet war lange Zeit von der Grafschaft Flandern abhängig und blieb von Anfang des 11. bis Ende des 12. Jahrhunderts in den Händen der Familie Campdavaine, die dann in das Haus Châtillon und das Haus Luxemburg überging.

## Sprache
Ursprünglich wurde in Ternaasland altniederländisch gesprochen, aber dieses Gebiet wurde längst französisiert. Man findet vor allem Toponyme zu den germanischen Ausgängen -inghem (z. B. Matringhem) und -hem (z. B. Dohem, Westrehem) oder gallo-römische Toponyme mit einer germanischen (holländischen) Klangentwicklung, z. B. Ortsnamen auf -ecq (ues), die zurückgehen auf -acum, und in einer römischen Klangentwicklung -ai oder -igny, z. B. Ecquedecques, Coyecques.
Koordinaten: 50° 22′ 45″ N, 2° 20′ 5″ O